# Santa Maria Immacolata all’Esquilino
Santa Maria Immacolata all’Esquilino ist eine römisch-katholische Kirche und Titeldiakonie im Rione Esquilino von Rom, an der Via Emanuele Filiberto.

## Geschichte
Die Kirche wurde zwischen 1896 und 1914 für die Frati della Carità (genannt Padri Bigi und gegründet von Ludovico da Casoria) nach Plänen der Architekten Cursi und Cortese gebaut. Die Weihe der Kirche fand durch Vicegerent Luigi Traglia am 21. April 1942 statt. Die Kirche wurde im neugotischen Stil errichtet und hat eine Fassade, die von zwei Türmen flankiert ist. Über dem Eingang ist ein Mosaik mit der Darstellung Marias als Immaculata angebracht. Der Innenraum besteht aus drei Kirchenschiffen.
Die Kongregation der Padri Bigi wurde 1973 aufgelöst. Heute ist Santa Maria Immacolata all’Esquilino eine Filialkirche der Pfarrei Santi Marcellino e Pietro al Laterano. Im Gebäude neben der Kirche sind zwei Schulen untergebracht, die von Padri Bigi geleitet wurden.
Am 28. Juni 2018 wurde die Kirche durch Papst Franziskus zur Titeldiakonie erhoben, ihr erster Kardinaldiakon ist Konrad Krajewski.